# Lajedo (Lajes das Flores)
Lajedo is een plaats (freguesia) in de Portugese gemeente Lajes das Flores en telt 107 inwoners (2001).